# 강릉명륜고등학교
강릉명륜고등학교(江陵明倫高等學校)는 대한민국 강원특별자치도 강릉시 교동에 있는 사립 고등학교이다.

## 학교 연혁
- 1949년 6월 16일 : 강릉유도회 강릉명륜중학교 설립위원회 조직
- 1949년 11월 13일 : 개원식 및 입학식(입학생 115명, 입학허가 2학급 편성)
- 1951년 12월 19일 : 재단법인 강릉명륜학원 설립 인가(강릉명륜중학교 설치)
- 1952년 1월 10일 : 초대 최준집 이사장 취임
- 1963년 12월 14일 : 강릉명륜고등학교 설립 인가(6학급 360명)
- 1964년 1월 31일 : 조직 변경(재단법인에서 학교법인)
- 1964년 3월 2일 : 초대 정호복 교장(중학교 교장 겸임) 취임
- 1964년 3월 2일 : 제1회 입학식(1학급 입학생 65명)
- 1988년 2월 29일 : 강릉명륜중학교 폐지 인가(중학교 37회 졸업생 누계 7,574명)
- 2021년 4월 2일 : 제10대 김도영 이사장 취임
- 2022년 3월 1일 : 제15대 정광대 교장 취임
- 2025년 1월 3일 : 제59회 졸업식(170명, 누계 19,345명)

## 참고 자료
- 강릉명륜고등학교 - 한국교육학술정보원 학교알리미